# Acarospora tongletii
Acarospora tongletii är en lavart som beskrevs av Hue. Acarospora tongletii ingår i släktet Acarospora och familjen Acarosporaceae.   Inga underarter finns listade i Catalogue of Life.